# Championnat de Léopoldville de football
Le Championnat de Léopoldville de football était une compétition se jouant à Léopoldville, la capitale du Congo belge. 
Entre 1923 et 1950, les clubs de Léopoldville se sont rassemblés à ceux de Brazzaville pour créer le Championnat du Stanley Pool de football.

## Histoire

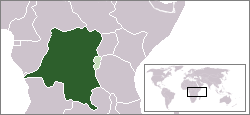
Congo-Belge

## Palmarès[1]
- 1918: FC Costermans
- 1919: Léopoldville I
- 1920: Léopoldville I
- 1921: Léopoldville I
- 1922: CS Léopoldville I
- 1923: CS Léopoldville I
- 1924: Union
- 1925: Union
- 1926: Union
- 1927: Mutuel
- 1928: Congo Club
- 1929: Union
- 1930: Union
- 1931: Standard
- 1932: Union
- 1933: Union
- 1934: Étoile
- 1935: Union
- 1936: Union
- 1937: Renaissance
- 1938: Renaissance
- 1939: Standard
- 1940: Diable Rouge
- 1941: Siècle
- 1942: Victoria Club
- 1943: Daring
- 1944: Nomades
- 1945: Daring
- 1946: Victoria Club
- 1947: Victoria Club
- 1948: Daring
- 1949: Daring
- 1950: Victoria Club